# A. N. R. Robinson International Airport

i7
i11
i13
Der A. N. R. Robinson International Airport ist der Flughafen der karibischen Insel Tobago und einer von zwei internationalen Flughäfen des Landes Trinidad und Tobago.

## Aufbau und Einrichtungen
Der Flughafen befindet sich im Süden von Crown Point, südwestlich von Canaan, und ist nur etwa 14 km von der Hauptstadt Tobagos, Scarborough, entfernt.
Vom Flughafen aus werden hauptsächlich Inlandsflüge durchgeführt. Ein Flug bis zum Flughafen Piarco auf Trinidad dauert etwa 25 Minuten. Die durchführende Fluglinie ist Caribbean Airlines. Der Flughafen eignet sich für größere Maschinen und wird ganzjährig von British Airways angeflogen. Die deutsche Fluggesellschaft Condor fliegt den Flughafen von November bis April wöchentlich mit einer Airbus A330neo von Frankfurt aus an.

## Geschichte
Der Flughafen wurde im Dezember 1940 von der britischen Kolonialverwaltung unter dem Namen Crown Point International Airport eröffnet; die Landebahn maß zunächst 670 Meter. Nach Erweiterungen an den Anlagen wurde 1992 die Landebahn auf 2744 Meter ausgebaut. 2011 erfolgte eine Umbenennung des Flughafens zu Ehren des ehemaligen Premierministers und Präsidenten von Trinidad und Tobago, Arthur N. R. Robinson. Die Fluggesellschaft Tobago Express hatte bis zu ihrer Auflösung ihren Hauptsitz in Crown Point.

## Ziele
| Land/Gebiet            | Stadt         | Flughafen                             | Fluggesellschaft   |
| ---------------------- | ------------- | ------------------------------------- | ------------------ |
| Barbados               | Bridgetown    | Grantley Adams International Airport  | Caribbean Airlines |
| Deutschland            | Frankfurt     | Flughafen Frankfurt Main              | Condor Flugdienst  |
| St. Lucia              | Vieux Fort    | Hewanorra International Airport       | British Airways    |
| Trinidad               | Port of Spain | Flughafen Piarco                      | Caribbean Airlines |
| Vereinigte Staaten     | New York      | John F. Kennedy International Airport | Caribbean Airlines |
| Vereinigtes Königreich | London        | Gatwick Airport                       | British Airways    |

Stand: August 2025 